# Neurosoria pteroides
Neurosoria pteroides là một loài thực vật có mạch trong họ Adiantaceae. Loài này được (R. Br.) Mett. & Kuhn miêu tả khoa học đầu tiên năm 1869.